# Ruine Freienstein
Die Ruine Freienstein, auch Burg Alten-Teufen genannt, ist die Ruine einer Höhenburg auf 460 m ü. M. in der Gemeinde Freienstein-Teufen im Kanton Zürich auf einem Hügel oberhalb eines Rebbergs.

## Geschichte
Die Burg wurde um 1250 von einem Freiherrn von Tengen gebaut. 1254 schenkte sie Conrad de Tengen seiner Tochter Ita und ihrem Mann, Freiherr Egolf von Hasle (auch Egilolf de Hasli). In diesem Zusammenhang wird die Burg erstmals urkundlich erwähnt. Egolf und seine Nachkommen nannten sich nun Freiherren von Freienstein. Dadurch erhielt auch das Dorf den Namen Freienstein. Der Haselzweig im (neuen) Wappen weist auf die Abstammung der Freiherren von Hasli hin, der Löwe geht vermutlich auf den Kyburger Löwen zurück.
1302 verkaufte Egolf mit Zustimmung seiner Söhne Heinrich und Johannes den Meierhof Freienstein an das Kloster Töss. Dieser Heinrich war mit Nertha von Tüfen verheiratet, 1282 Landrichter im Zürichgau und starb nach 1314.

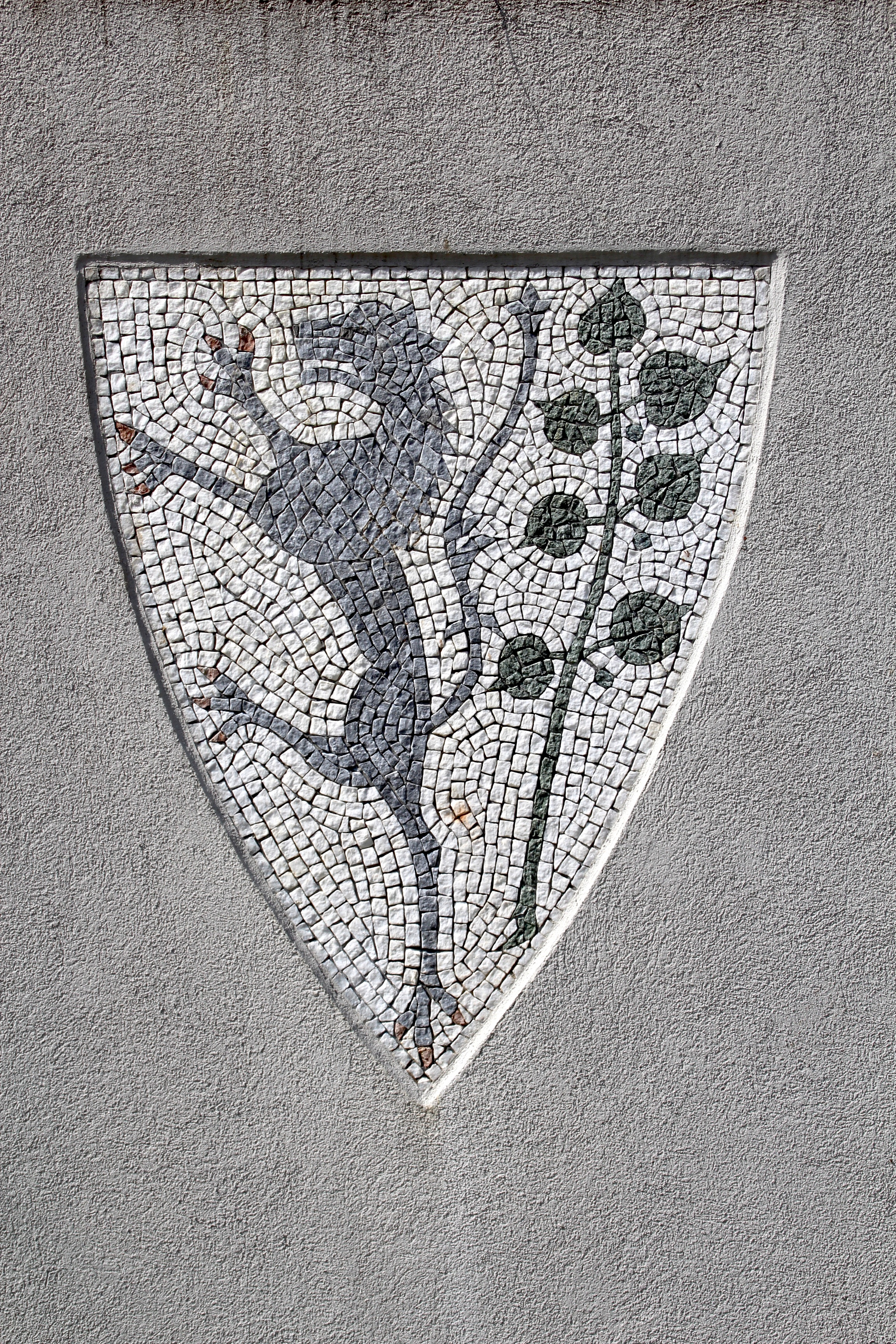
Wappen der Herren von Freienstein

1334 oder 1338 wurde die Burg offenbar durch Bürger von Zürich zerstört, danach aber wieder aufgebaut. 1360 starb mit Johannes von Freienstein das Geschlecht der Freiensteiner im Mannesstamm aus. Danach wechselte die Burg mehrmals die Besitzer. 1436 war der Schaffhauser Ritter Herrmann Künsch Besitzer der Burg. Da er 1443 einen Mann aus der Grafschaft Kyburg gefangen genommen hatte, zogen Winterthurer und Diessenofer unter dem Landvogt und späteren Bürgermeister Zürichs Heinrich Schwend vor die Burg und brannten sie ab. Der Gefangene wurde in seinem Verlies vergessen und erstickte im Rauch.
1485 erwarb Ritter Felix Schwarzmurer die Burg. Nach seinem Tod 1492 kam die Ruine an Hans Erhart und Urban zum Thor von Teufen. Gerichtsherrschaft und Herrschaft Teufen kamen im Jahr 1600 an das Zürcher Geschlecht von Meiss, in deren Besitz sie bis zum Verkauf von 1838 blieb. Der letzte Eigentümer war Oberstleutnant Gottfried von Meiss-Trachsler (1785–1862). 1975 schenkte die Erbengemeinschaft von Meiss-Trachsler die Ruine dem Kanton Zürich. Durch eine Spende des Burgenfreundes Franz Xaver Arnet und Beiträge von Bund, Kanton und Gemeinde wurde die Ruine 1976 konserviert und unter den Schutz der Eidgenossenschaft gestellt.
1806 wurde ein Grossteil der Burgsteine abgebaut und dazu verwendet, die Tössbrücke zu bauen.

## Der Sodbrunnen

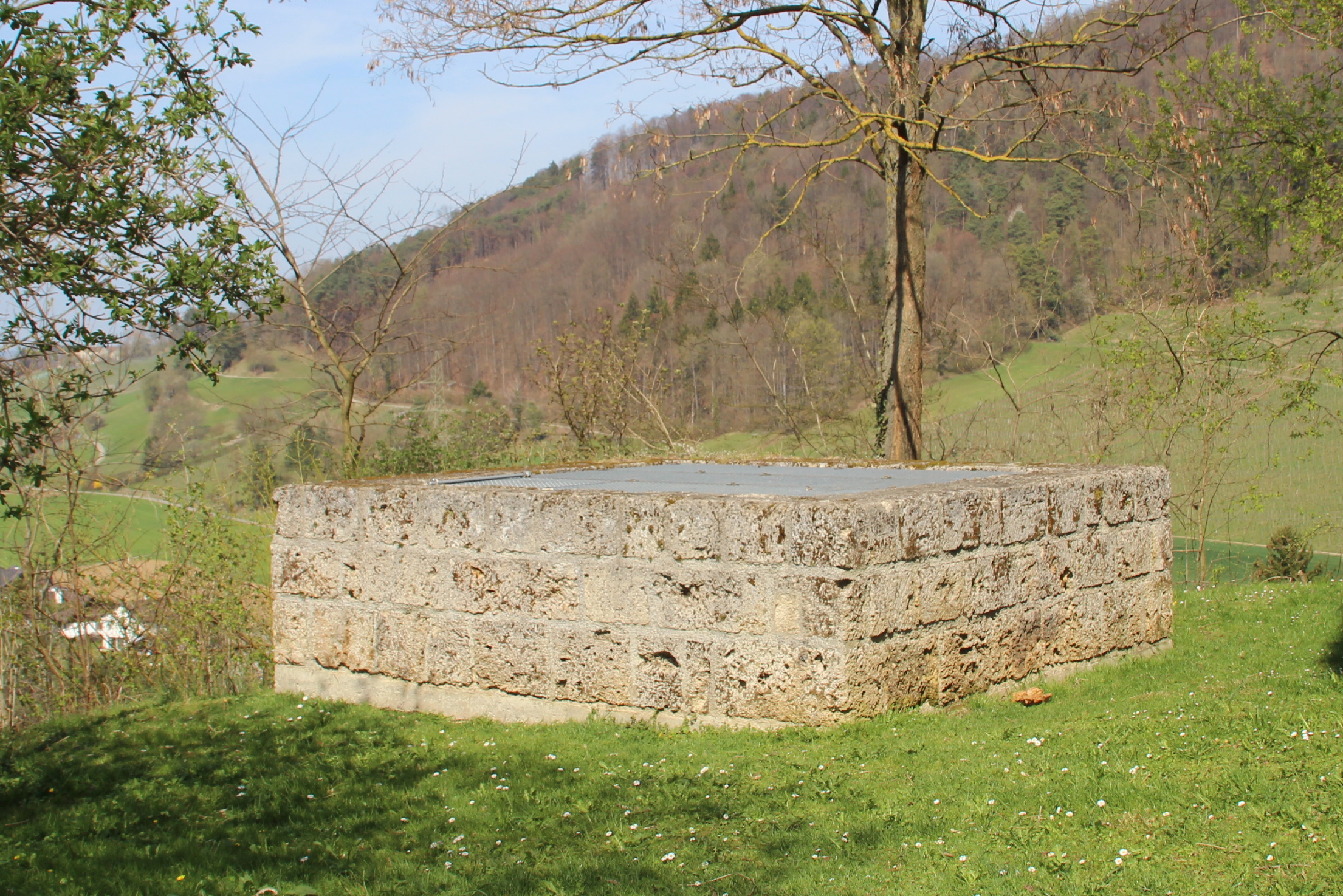
Brunnen aus Tuffstein

Der Sodbrunnen westlich des Turms wurde 1968 entdeckt. 1981/82 wurde er vollständig ausgegraben. Von der Sohle des Burggrabens aus hatten die Erbauer einen Schacht von 2.30 auf 2,40 Meter Seitenlänge und 26,40 Meter Tiefe in den Molassefels getrieben. Tuffsteinquader in 10 und 15 Meter Tiefe zeigen, dass der Schacht bis zur Höhe des Turmfusses aufgemauert war. Die gesamte Tiefe des Brunnens beträgt 33,5 Meter.

## Die Sage über das Ende der Burg
An einem Wintertag machte die hübsche Tochter eines freien Embrachers, einem geachteten, einflussreichen Mann, einen Besuch bei Bekannten. Dabei vergass sie die Zeit, und sie konnte ihre Rückkehr erst nach dem Einnachten antreten. Sie musste durch den dunklen Wald marschieren und plötzlich bemerkte sie mit Schrecken, dass sie von einem hungrigen Wolf verfolgt wurde. Sie konnte sich jedoch im Kymenhof in Sicherheit bringen. Nachdem dort ein junger Bursche ihr anbot, sie nach Hause zu begleiten, verliebten die beiden sich und versprachen sich die Treue. Zu dieser Zeit wusste auch der Raubritter von Freienstein um die Schönheit des Mädchens. Er wollte das Mädchen auf seiner Burg haben, bekam aber jedes Mal eine Absage. Als das Mädchen eines Tages allein im Walde Brennholz suchte, kam der Raubritter und wollte sie wieder überreden, mit ihm zur Burg zu kommen. Sie weigerte sich und der Ritter packte sie aufs Pferd und nahm sie zu seiner Burg, wo sie sich seinem Willen unterwerfen musste. Ihr Vater versuchte mit einem schlauen Trick – er liess sich beim Raubritter als schwäbischer Falkner einstellen – seine Tochter zu befreien, was ihm auch gelang. Er selber aber wurde dabei vom Ritter entdeckt und ins Verlies geworfen. Die Tochter alarmierte sofort die einflussreichsten Freunde ihres Vaters auf der Kyburg. Der Landgraf von Kyburg zog sofort mit einem Trupp schwerbewaffneter Krieger zur Burg Freienstein, um den Vater zu befreien. Nach einer Belagerung konnte der Burgturm in Brand geschossen werden und so konnte die Feste eingenommen werden. Als die Kyburger ihren Sieg feierten, vergassen sie den Vater im Kerker und bis sie sich seiner erinnerten, war der arme Mann in seinem dunklen Keller erstickt.